# Gennaria diphylla
Gennaria diphylla (Link) Parl. è una pianta appartenente alla famiglia delle Orchidacee. È l'unica specie del genere Gennaria.

## Descrizione

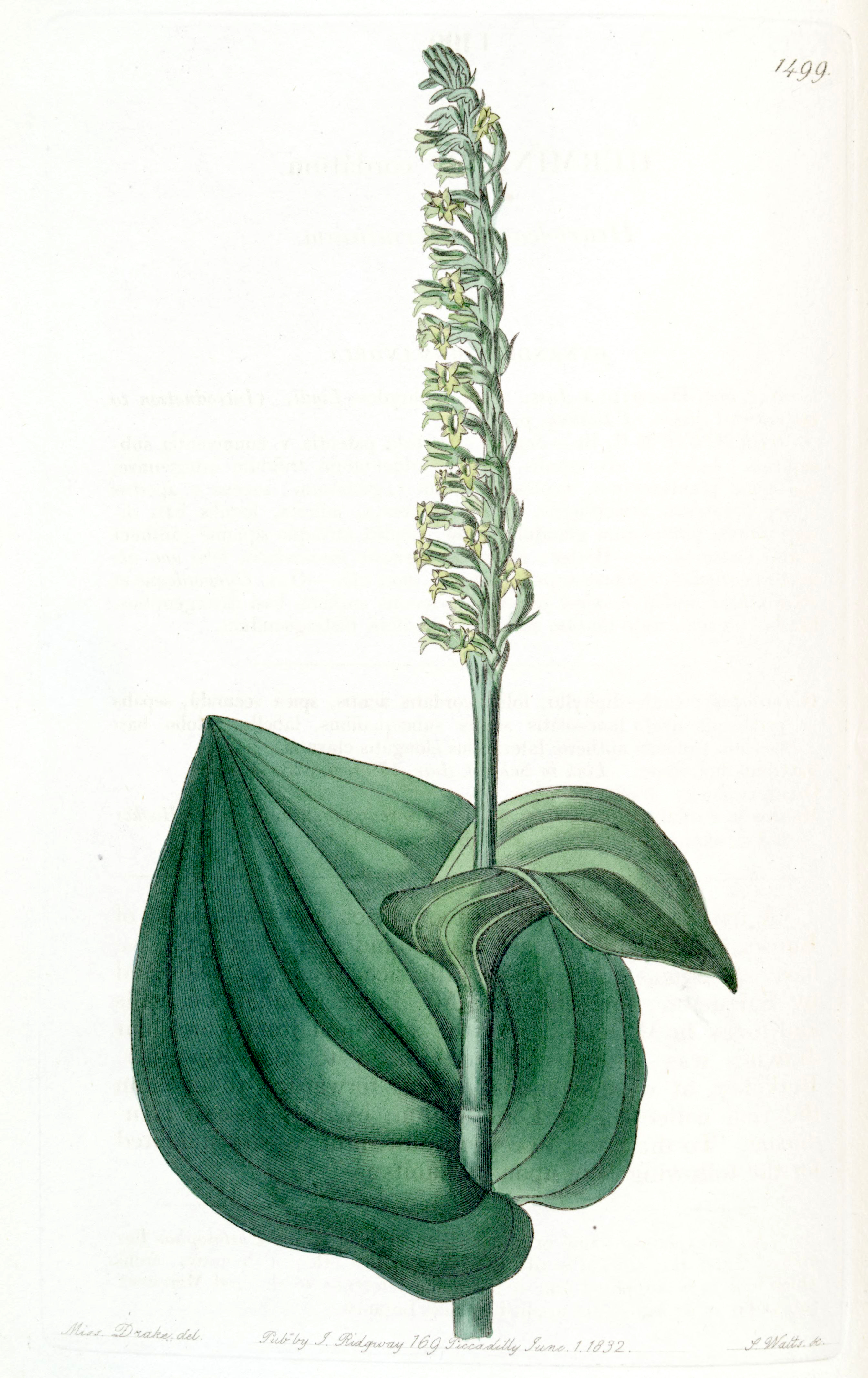

È una pianta erbacea alta da 15 cm a 30 cm, facilmente riconoscibile per la presenza di due sole foglie a forma di cuore, poste sulla parte basale del fusto, ben distanziate tra loro, l'inferiore lunga 3–12 cm e larga 2–7 cm, la superiore più piccola.

I fiori, verdognoli o giallo-verdastri, dotati di un corto peduncolo, sono disposti a formare una infiorescenza più o meno densa, che può arrivare a contare oltre 80 fiori. 

I sepali e i petali sono campanulati e circondano un labello trilobo, 
con lobi laterali stretti e  lobo mediano più largo, di forma grossolanamente triangolare. Lo  sperone, sacciforme, è lungo appena 1–2 mm. L'ovario è fusiforme e ritorto.
Fiorisce da gennaio ad aprile.

## Distribuzione e habitat
Questa specie, molto rara, ha un areale atlantico-mediterraneo.

È presente in Portogallo, nella Spagna continentale, nelle isole Canarie, a Madera, nelle Baleari, in Corsica e nel Nordafrica (Marocco, Algeria e Tunisia). 
In Italia è presente nella Sardegna settentrionale, da Stintino all'arcipelago della Maddalena, e in alcune zone della Sardegna occidentale; di recente è stata segnalata anche nell'isola d'Elba .
Cresce su suoli acidi, in luoghi ombreggiati nelle macchie e nelle garighe, talora anche nelle pinete, da 0 a 400 m di altitudine.